# Sipia (Insel)
Sipia (griechisch Σηπία = Sepia) oder Soupia (griechisch Σουπιά = Sepia) oder Soupitsa (griechisch Σουπίτσα = kleine Sepiainsel) ist ein kleines griechisches Inselchen im Myrtoischen Meer etwa 6,7 km südwestlich von Kap Skyli. Der Name erhält manchmal auch den Zusatz Trizinias (griechisch Τροιζηνίας), um anzuzeigen, dass sie vor der Küste der trizinischen Halbinsel liegt. Der Zusatz Porou (griechisch Πόρου) zeigt an, dass sie verwaltungstechnisch zur Gemeinde Poros gehört.
Die Insel ist etwa 320 m von der Küste entfernt. Sie hat eine Länge von etwa 120 m, eine Breite von etwa 90 m und die höchste Erhebung beträgt 20 m. Während der ersten Venezianischen Herrschaft betrieb die Republik Venedig auf dem gegenüberliegenden Hügel von Phourkaria eine Burg, um die Küste vor Pirateneinfällen zu schützen. Außerdem errichtete man auf Sipia eine kleine Befestigung. Von dieser Befestigung sind heute an der Nordseite der Insel noch die Grundmauern eines etwa 12,50 m breiten Turm sichtbar. Auch die etwa 2,4 km weiter östlich gelegene Burg von Tselevinia diente diesem Zweck. Die früheren Namen der Befestigungen sind nicht überliefert.